# Dmitri Oukolov
Pour les articles homonymes, voir Oukolov.
Temple de la renommée russe : 2004
Dmitri Matveïevitch Oukolov (en russe : Дмитрий Матвеевич Уколов), né le 23 octobre 1929 à Moscou en URSS et mort le 25 novembre 1992, est un joueur professionnel soviétique de hockey sur glace.

## Carrière de joueur
Il commence sa carrière professionnelle en championnat d'URSS avec le HC Spartak Moscou en 1948. La saison suivante il signe au CSKA Moscou. Il remporte sept titres de champion avec le club sportif de l'armée. En 1961, il met un terme à sa carrière. Il termine avec un bilan de 250 matchs et 48 buts en élite.

## Carrière internationale
Il a représenté l'URSS à 85 reprises (15 buts) sur une période de 7 ans de 1954 à 1960. Il a remporté l'or aux Jeux olympiques de 1956. Il a participé à cinq  éditions des championnats du monde pour un total de huit médailles d'or et une d'argent.

## Trophées et honneurs personnels
- 1954 : élu dans l'équipe d'étoiles en URSS.

## Statistiques
Pour les significations des abréviations, voir Statistiques du hockey sur glace.

### En équipe nationale
| Année | Équipe | Compétition |   | PJ | B | A | Pts | Pun               |  | Résultat |
| 1954  | URSS   | CM          | 7 | 3  |   | 3 |     | Médaille d'or     |  |          |
| 1955  | URSS   | CM          | 8 | 2  |   | 2 |     | Médaille d'argent |  |          |
| 1956  | URSS   | CM & JO     | 5 | 1  |   | 1 |     | Médaille d'or     |  |          |
| 1958  | URSS   | CM          | 7 | 2  | 1 | 3 | 4   | Médaille d'argent |  |          |
| 1959  | URSS   | CM          | 5 | 0  |   | 0 |     | Médaille d'argent |  |          |